# Perry Mason e l'ereditiera bizzarra
Perry Mason e l'ereditiera bizzarra (The Case of the Sulky Girl) è un romanzo giallo del 1933 scritto da Erle Stanley Gardner, il secondo appartenente alla serie con protagonista il celebre avvocato Perry Mason.

## Trama
Frances Celane è una giovane ereditiera viziata, impulsiva e facilmente irritabile: forse è per questo che il padre, morendo, l'ha affidata alla tutela dello zio Edward Norton, senza il consenso del quale Frances non può né sposarsi prima dei venticinque anni né gestire il proprio patrimonio. È proprio per sposarsi con il giovane che ama, Robert Gleason, senza rischiare di perdere la propria fortuna, che Frances si rivolge al celebre avvocato Perry Mason perché intervenga presso lo zio per indurlo ad una mediazione. 
Perry Mason accetta, ma nonostante un colloquio Norton rimane sulle sue posizioni intransigenti. Ma la sua opposizione non dura a lungo, perché poche ore dopo viene trovato nel proprio studio con il cranio sfondato! Inizialmente la colpa sembra ricadere sull'autista alcolizzato, Pete Davoe, ma presto diventa evidente che si tratta di una montatura. Frances ha discusso violentemente con lo zio poco prima del delitto, la sua affermazione di essere poi andata in giro per un'ora e mezza sull'auto di lui si rivela falsa, così come viene alla luce che in realtà lei e Robert sono già sposati! Su chi può ricadere la colpa, se non sui due sfortunati innamorati? In più Don Graves, segretario del morto, afferma di aver visto commettere l'omicidio alla finestra dello studio mentre si allontanava in macchina con il socio della vittima, Arthur Crinston, e con l'irreprensibile giudice Purley.
Solo il celebre avvocato Mason può a questo punto salvare la coppia da una condanna per omicidio, schivando sulla sua strada gli ostacoli di tutti coloro a cui il patrimonio di Frances sembra fare un'enorme gola. Ma il delitto è solo questione di soldi, o dietro c'è un altro movente?

## Personaggi principali
- Perry Mason, celebre avvocato
- Della Street, segretaria di Mason
- Frank Everly, praticante nello studio di Mason
- Paul Drake, investigatore privato e collaboratore di Mason
- Frances Celane, giovane ereditiera dalle belle gambe
- Edward Norton, zio e tutore del patrimonio di Frances
- Arthur Crinston, socio di Edward Norton
- Don Graves, segretario di Edward Norton
- Pete Davoe, autista alcolizzato di Edward Norton
- Robert Gleason, innamorato di Frances
- B. C. Purley, giudice distrettuale amico di Crinston
- John Mayfield e signore, giardiniere e governante di casa Norton
- Claude Drumm, sostituto procuratore

## Edizioni italiane
- Perry Mason e l'ereditiera bizzarra, collana I Libri Gialli n. 180, Arnoldo Mondadori Editore, 1938.
- Perry Mason e l'ereditiera bizzarra, collana I capolavori del Giallo Mondadori n. 252, Arnoldo Mondadori Editore, giugno 1964, pp. 176.
- Perry Mason e il caso ragazza imbronciata, traduzione di Luisa Bavieri, collana Giallo & Nero/Perry Mason n.1, Hobby & Work Italiana Editrice, dicembre 1997, pp. 284.